# Élections sénatoriales françaises de 1983
Cet article fournit un résumé des résultats des élections sénatoriales françaises de 1983 qui ont eu lieu le 25 septembre 1983.

## Sièges par groupe
|                        |                                                                                       |        |  |  |  |  |
| Groupes parlementaires | Groupes parlementaires                                                                | Sièges |  |  |  |  |
|                        | Groupe de l'Union Centriste des Démocrates de Progrès (UCDP)                          | 71     |  |  |  |  |
|                        | Groupe socialiste (SOC)                                                               | 70     |  |  |  |  |
|                        | Groupe du Rassemblement pour la République (RPR)                                      | 58     |  |  |  |  |
|                        | Groupe de l'Union des Républicains et des Indépendants (UREI)                         | 50     |  |  |  |  |
|                        | Groupe de la Gauche démocratique (GD)                                                 | 27     |  |  |  |  |
|                        | Groupe communiste (COM)                                                               | 24     |  |  |  |  |
|                        | Formation des Sénateurs Radicaux de Gauche (SRG)                                      | 12     |  |  |  |  |
|                        | Réunion administrative des sénateurs ne figurant sur la liste d'aucun groupe (RASNAG) | 5      |  |  |  |  |
|                        |                                                                                       |        |  |  |  |  |
| Total                  | Total                                                                                 | 317    |  |  |  |  |

## Président du Sénat
- M. Alain Poher, élu le 3 octobre 1983

| Candidat             | Candidat             | Département d’élection | Parti                | Voix | %     |
| -------------------- | -------------------- | ---------------------- | -------------------- | ---- | ----- |
|                      | Alain Poher          | Val-de-Marne           | UCDP                 | 210  | 68,63 |
|                      | Edgar Tailhades      | Gard                   | SOC                  | 96   | 31,37 |
|                      |                      |                        |                      |      |       |
| Votes exprimés       | Votes exprimés       | Votes exprimés         | Votes exprimés       | 306  | 98,39 |
| Votes blancs ou nuls | Votes blancs ou nuls | Votes blancs ou nuls   | Votes blancs ou nuls | 5    | 1,61  |
| Votants              | Votants              | Votants                | Votants              | 311  | 100   |